# Eubleekeria
Eubleekeria là một chi cá thuộc họ Cá liệt bản địa của Ấn Độ Dương cho đến Tây Thái Bình Dương.

## Các loài
Hiện hành, các loài sau đây được ghi nhận trong chi này gồm:
- Chi Eubleekeria
  - Eubleekeria jonesi (James, 1971): Cá liệt Jones
  - Eubleekeria kupanensis (Kimura & Peristiwady, 2005):[2] Cá liệt Kupang
  - Eubleekeria rapsoni (Munro, 1964): Cá liệt Rapson
  - Eubleekeria splendens (Cuvier, 1829): Cá liệt vằn xanh hay cá liệt xanh hoặc cá liệt